# 布日都庙
布日都庙，赐名“演教寺”，位于内蒙古自治区锡林郭勒盟正镶白旗，是一座藏传佛教格鲁派寺院。

## 简介
布日都庙位于原来的正镶白旗布日都苏木所在地。该庙建于1740年。该庙建成后，第一代活佛老布生奏请乾隆帝赐名，乾隆帝赐名“演教寺”。因该庙位于布日都之地，当地民众俗称“布日都庙”。鼎盛时期，该庙僧人达300多名。
1945年，正白旗民主政府成立，当时正白旗辖18个佐，旗政府驻哈那哈达庙（和硕庙），1947年迁至布日都庙。
布日都庙原来占地面积9470余平方米。主庙即大雄宝殿，占地面积358平方米，为布日都庙最高的建筑之一，至今仍保存较为完整。该庙在文化大革命期间遭破坏，经卷及文物被洗劫一空。正镶白旗现存清朝时期的布日都庙、宝日陶勒盖庙、善达庙三处庙宇建筑。其中，布日都庙1998年前经上级政府投资维修过一次，其他两座庙宇直到2009年仍然损坏严重。经修缮后，布日都庙已恢复开展佛事活动。
除布日都庙外，正镶白旗境内较知名的寺庙还有哈那哈达庙（和硕庙、永安寺），宝日陶勒盖庙、巴彦都楞庙等等，这些庙宇大多是前庭后殿、重檐楼阁，为汉藏风格结合的古建筑。
距离布日都庙3公里处，有一座奇石林，怪石林立。传说，这是由一位活佛用法术将危害百姓的凶神及豺狼虎豹定于此处，化为石头，以寺庙舍利护法，保得当地平安。